# 一色氏久
一色 氏久（いっしき うじひさ）は、戦国時代・安土桃山時代の人物。源三郎。

## 略伝
『鷲宮町史』は、氏久の家系は古河公方の家臣団として、幸手一色氏とは独自に活動していたと推測する。
天正元年（1573年）頃、右衛門佐となる。元亀〜天正18年（1570年〜1590年）、古河公方・足利義氏の奏者の中で二番目の地位だった。天正10年（1582年）、義氏が死去すると、他の奏者と共に諸事に対処した。『鷲宮町史』は、後北条氏とのつながりの強さから、古河公方家臣の中で台頭したと推測している。
足利義氏の頃から古河公方家の実質的政務を担当しており、「古河御所様各御奉行」・「古河御奉公人」などと呼ばれ、足利氏姫の時は、「御連判衆」筆頭として後北条氏などとの対外的な折衝に当たったとされる。
豊臣秀吉により小弓御所の足利頼純の嫡子足利国朝と古河公方家当主、足利氏姫の婚姻をもって喜連川家四千八百石が起きた時の初代筆頭家老を務めた。
墓所は主家と同じ栃木県さくら市龍光寺内の足利家墓所の正門前に在する。
嫡子・一色義久（一色下野守刑部）と孫・一色崇貞（一色左京）は、慶安元年（1648年）に起きた喜連川騒動に巻き込まれ、その後の動向は不明である。

## 領地
天正2年（1574年）末頃の文書には、青山郷（千葉県野田市大山、または茨城県五霞村）の領主として名が見える。天正半ば頃には、北条氏に平野郷（幸手市）の領有を認められている。

## 花押
『鷲宮町史』に氏久の花押が掲載されている。